# Nordlig prickfisk
Nordlig prickfisk (Benthosema glaciale) är en djuphavsfisk i familjen prickfiskar.

## Utseende
Den nordliga prickfisken är en liten (upp till 10 cm) avlång fisk med stort huvud och stora ögon. Kroppen har stora fjäll och är brun på ryggen, silverfärgad för övrigt. Fisken har fettfena och ett stort antal lysorgan över sidor och buk. Honan har dessutom lysorgan på undersidan av stjärtfenans bas, medan hanen har sådana på dess ovansida.

## Vanor
Arten lever pelagiskt från havsytan ner till 1 400 m, vanligast dock på ett djup mellan 300 och 400 m. På natten går den högre upp, vanligen ovanför 200-metersnivån. Födan, som främst jagas på natten, består framför allt av hoppkräftor; den tar också kräftdjurslarver och lysräkor. Den kan bli upp till 8 år gammal.

### Fortplantning
Den nordliga prickfisken blir könsmogen vid omkring 2 års ålder. Under lektiden, som infaller under vår och sommar, kan honan lägga mellan 160 och 2 000 ägg beroende på storleken.

## Utbredning
Arten finns i Atlanten från Kanada och Baffinbukten till norra Golfströmmen, Grönland, Norge och söderut i östra Atlanten via Medelhavet och Marocko, samt från Mauretanien till Guinea. Säsongsvis kan den även förekomma mellan Marocko och Mauritanien. Den går in i Skagerack och har påträffats i Danmark och Sverige.